# Bopparder Linie

Bopparder Linie zwischen Koblenz und Frankenbg. (REDE)

Die Bopparder Linie oder Korf-Korb-Linie ist eine Isoglosse im Rheinischen Fächer innerhalb des kontinentalwestgermanischen Dialektkontinuums. Sie verläuft zwischen der Benrather Linie und der Speyerer Linie in Ost-West-Richtung. Sie überquert bei der Stadt Boppard den Rhein und trennt den Mitteldeutschen Sprachraum in einen nördlichen Bereich, in dem in den Dialekten das mitteldeutsche Wort Korf oder Korv vorherrscht, während südlich der Linie das hochdeutsche Wort Korb gesprochen wird.
Zusammen mit der etwas weiter südlich verlaufenden St. Goarer Linie trennt sie die nördlicher liegenden Moselfränkischen Dialekte von den südlicher beheimateten Rheinfränkischen Dialekten der Westmitteldeutschen Gruppe, wobei die St. Goarer Linie als die wesentlichere Dialektscheide gilt.